# جامبو (ویرجینیای غربی)
جامبو (به انگلیسی: Jumbo) یک منطقهٔ مسکونی در ایالات متحده آمریکا است که در شهرستان وبستر، ویرجینیای غربی واقع شده‌است. جامبو ۵۰۵٫۹۷ متر بالاتر از سطح دریا واقع شده‌است.